# RMS Carmania
Az RMS Carmania (I) egy 1905-ben szolgálatba állított transzatlanti óceánjárója volt a bri Cunard Line hajótársaságnak. Az első világháborúban segédcirkálóként vetették be és a háború elején trinidadi ütközetben elsüllyesztette a német Cap Trafalgar segédcirkálót. Ez számít az egyetlen olyan esetnek, mikor két óceánjáróból átalakított hadihajó ütközött meg egymással. A háború után ismét visszatért a polgári személyszállításhoz, mígnem 1931-ben szolgálaton kívül nem helyezték. 1932-ben Blyth-ben lebontották.

## A hajó
A hajót 1905. február 21-én bocsátották vízre a John Brown & Company clydebanki gyárában. Mikor a Carmania és testvérhajója, a Caronia szolgálatba álltak a Liverpool-New York útvonalon, még a Cunard legnagyobb hajóinak számítottak. A Carmania gőzturbinákat kapott, míg a Caronia négyszeres expanziójú gőzgépeket. A két azonos hajó különböző hajtóművekkel való felszerelése lehetőséget adott a hajóiparnak az összehasonlításra, és nem hagyott kétséget a turbinameghajtás előnyeivel szemben. A két hajót még az különböztette meg egymástól, hogy a Carmania fedélzetén két magas ventilátorral is rendelkezett, melyek a Caroniáról hiányoztak.
Első New Yorkba tartó útját 1905. december 2-án kezdte meg és december 10-én érkezett meg oda 7 nap, 9 óra és 31 perc alatt teljesítve a 2835 tengeri mérföldes távot, ami 15,97 csomós átlagsebességet jelentett. Ezen az útvonalon 1905 és 1910 között közlekedett. 1910 júniusában nagy tűz ütött ki a fedélzetén. 1913 októberében keletnek tartva fogta a Volturno segélykérő rádiójeleit és a viharban több hajótöröttet mentett ki, amiért a legénysége több tagja és a kapitányát, James Clayton Barr kitüntetésben részesültek.
A háború kitörésekor a Carmaniát a brit haditengerészet Liverpoolban segédcirkálóvá alakította, és fegyverzetként nyolc darab 120 mm-es ágyút kapott. Noel Grant kapitány (captain) parancsnoksága alatt a karibi térségbe küldték, hogy itt és a dél-atlanti óceán északi részén őrjáratozzon. A bermudai Shell-öböl érintésével délnyugatnak hajózott, és 1914. szeptember 14-én felfedezte a német Cap Trafalgar segédcirkálót, amint az épp szenet vételezett a Brazíliához tartozó Trindade sziget (Trinidad) mellett. A két hajó elkeseredett tűzharcot vívott, és súlyos károkat okoztak egymásnak. A két fél egyszerre szakította meg a harcot, a Carmania a fedélzetén tomboló és megfékezhetetlennek tűnő tűzvész miatt, a Cap Trafalgar pedig a vízvonal alatt elszenvedett egyik kritikus találat miatt, ami vízbetörést okozott a géptermébe. A német hajó gyorsan oldalára dőlt és süllyedni kezdett, a legénysége elhagyta a fedélzetét. A két szénszállítója, a Pontos és az Eleonore Woermann kimentette a túlélőit (279 vagy 303 főt összesen). Az összecsapásban 16 (más források szerint 51) német tengerész veszítette életét, köztük a hajó parancsnoka, Julius Wirth korvettkapitány is.
A Carmania is erősen megdőlt a vízbetörések miatt, és a hajó orr-része lángokban állt. Legénységéből 6 fő esett el, és 26 fő sebesült meg, hárman súlyosan. Az erős lángok miatt hátszéllel továbbhajózva délnyugatnak hagyta el a helyszínt, a német hajótöröttek kimentésével emiatt nem tudott foglalkozni. Emellett az Eleonore Woermann kéményfüstjéről azt feltételezték, hogy egy újabb német hadihajó közeledik, ami miatt szintén igyekeztek eltávolodni. A Cap Trafalgar saját pozíciót is megadó rádiójelzéseire a Kronprinz Wilhelm segédcirkáló is ide tartott, de a Cap Trafalgar már elsüllyedt, mire ideért. Brit csapdától tartva nem indult a Carmania üldözésére, bár amilyen rossz állapotban volt, könnyen elsüllyeszthette volna.
A Carmaniát a segítségére érkező brit hadihajók előbb az Abrolhos-szigeteknél lévő titkos brit bázishoz, majd Pernambucóhoz kísérték. Innen Gibraltárba hajózott, ahol kijavították a sérüléseit. Ezt követően a portugál vizek közelében és az atlanti szigeteknél cirkált. 1916-ban csapatszállítóvá alakították át, és Gallipoli-félszigetnél került alkalmazásra. A háború után a kanadai csapatok hazaszállításában segédkezett.
1920-tól kezdve ismét személyszállítóként működött. Az 1923-as modernizálása ellenére elavulttá vált és 1932-ben lebontották.
A Carmania harangja a Temzén Londonnál horgonyzó Wellington szlúp fedélzetén van állandó jelleggel kiállítva.

## Képek

Képgaléria
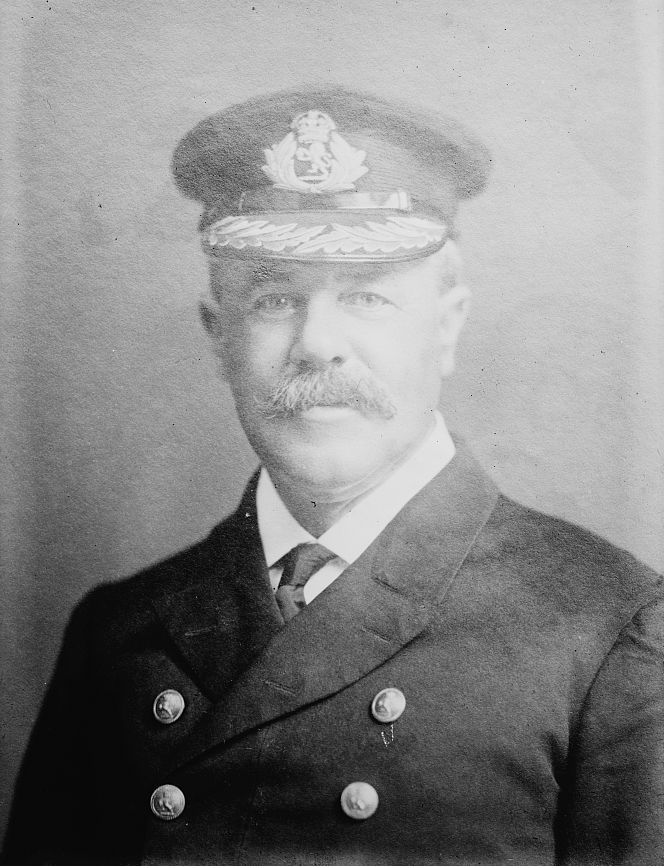
J. C. Barr kapitány 1913-ban
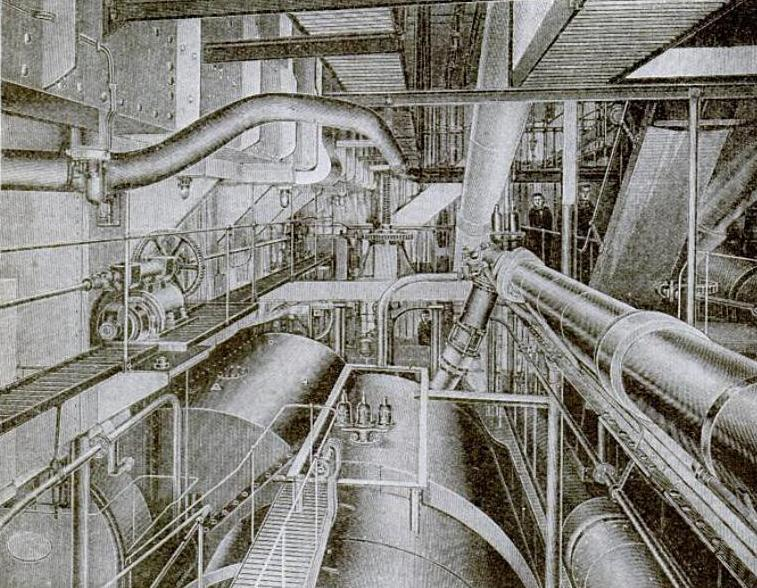
Gépterem
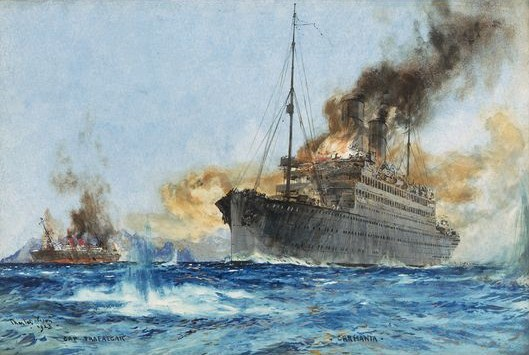
A Cap Trafalgar elsüllyesztése (Charles Dixon festménye)
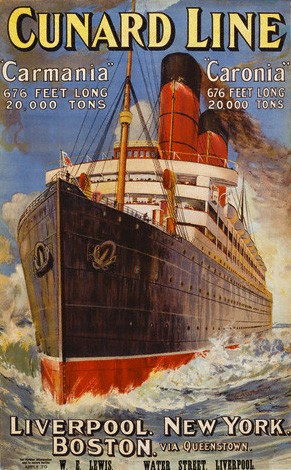
A Carmania egy 1905-ös poszteren

## Fordítás
- Ez a szócikk részben vagy egészben  a   RMS Carmania című német Wikipédia-szócikk ezen változatának fordításán alapul.  Az eredeti cikk szerkesztőit annak laptörténete sorolja fel. Ez a jelzés csupán a megfogalmazás eredetét és a szerzői jogokat jelzi, nem szolgál a cikkben szereplő információk forrásmegjelöléseként.
- Ez a szócikk részben vagy egészben  a   RMS Carmania (1905) című német Wikipédia-szócikk ezen változatának fordításán alapul.  Az eredeti cikk szerkesztőit annak laptörténete sorolja fel. Ez a jelzés csupán a megfogalmazás eredetét és a szerzői jogokat jelzi, nem szolgál a cikkben szereplő információk forrásmegjelöléseként.